# قرار مجلس الأمن التابع للأمم المتحدة رقم 125
وقد اعتمد قرار مجلس الأمن التابع للأمم المتحدة رقم 125 في 5 سبتمبر 1957. وبعد النظر في طلب عضوية اتحاد مالايا (ماليزيا الآن) لعضوية الأمم المتحدة، أوصى المجلس الجمعية العامة بالإجماع بقبول عضوية اتحاد مالايا.
وقد اعتمد القرار بالإجماع جميع الأعضاء الـ11 في المجلس.